# Anny de Bassi
Anny Caroline de Bassi (* 16. Juni 1997) ist eine brasilianische Leichtathletin, die sich auf den Sprint spezialisiert hat. Mit der brasilianischen 4-mal-100-Meter-Staffel wurde sie 2019 Südamerikameisterin.

## Sportliche Laufbahn
Erste Erfahrungen bei internationalen Meisterschaften sammelte Anny de Bassi im Jahr 2019, als sie bei den Südamerikameisterschaften in Lima in 44,70 s gemeinsam mit Ana Azevedo, Bruna Farias und Andressa Fidelis die Goldmedaille in der 4-mal-100-Meter-Staffel gewann. 2023 belegte sie bei den World University Games in Chengdu in 11,66 s den achten Platz über 100 Meter und gelangte mit 53,15 s auf Rang sechs im 400-Meter-Lauf. Zudem belegte sie mit der 4-mal-100-Meter-Staffel in 44,81 s den fünften Platz und gewann mit der 4-mal-400-Meter-Staffel in 3:34,31 min die Silbermedaille hinter dem polnischen Team. Im November belegte sie bei den Panamerikanischen Spielen in Santiago de Chile in 44,67 s den fünften Platz in der 4-mal-100-Meter-Staffel und gewann mit der 4-mal-400-Meter-Staffel in 3:34,80 min gemeinsam mit Letícia Lima, Jainy Barreto und Tiffani Marinho die Bronzemedaille hinter den Teams aus Kuba und der Dominikanischen Republik. Bei den World Athletics Relays 2024 in Nassau wurde sie in 3:31,60 min Dritte im A-Lauf über 4-mal 400 Meter in der 2. Qualifikationsrunde für die Olympischen Spiele. Kurz darauf belegte sie bei den Ibero-Amerikanischen Meisterschaften in Cuiabá in 52,00 s den vierten Platz über 400 Meter und siegte im Staffelbewerb in 3:30,72 min. Im Jahr darauf schied sie bei den Hallenweltmeisterschaften in Nanjing mit 56,67 s in der Vorrunde über 400 Meter aus. Ende April siegte sie in 3:17,73 min gemeinsam mit Jádson Lima, Érica Cavalheiro und Tiago Lemes da Silva in der Mixed-Staffel bei den Südamerikameisterschaften in Mar del Plata. Zudem gewann sie mit der Frauenstaffel in 3:34,28 min gemeinsam mit Tiffani Marinho, Jainy Barreto und Letícia Lima die Silbermedaille hinter dem kolumbianischen Team.

## Persönliche Bestzeiten
- 100 Meter: 11,35 s (+1,1 m/s), 17. Juni 2023 in Quito
  - 60 (Meter): 7,27 s, 17. Februar 2024 in Cascavel
- 200 Meter: 23,42 s (−0,2 m/s), 27. April 2024 in Jaraguá
- 400 Meter: 51,78 s, 6. April 2024 in Bragança Paulista
  - 400 Meter (Halle): 56,67 s, 21. März 2025 in Nanjing